# 科尔舒诺夫卡村委员会
科尔舒诺夫卡村委员会（俄语：Коршуновский сельсовет）是俄罗斯联邦阿穆尔州米哈伊洛夫卡区所属的一个村委员会。其下辖有3个居民点，行政中心为科尔舒诺夫卡。据2016年统计，该村委员会的人口为577人。